# Amphiodia dividua
Amphiodia dividua är en ormstjärneart som beskrevs av Ole Theodor Jensen Mortensen 1933. Amphiodia dividua ingår i släktet Amphiodia och familjen trådormstjärnor. Inga underarter finns listade i Catalogue of Life.